# Beröring
Beröring, kroppskontakt, är när människokroppar (eller djur) får kontakt med varandra. Exempel i vardagslivet är handskakningar, dans och kramar. Dessutom uppstår ofrivillig beröring vid trängsel.
Beröring kan vara indirekt kontakt genom kläder, hudkontakt eller slemhinnekontakt vid kyssar och samlag. Sexuell kroppskontakt bortsett från samlag kallas även petting.
Beröring förekommer även vid olika typer av behandlingar; vid i princip alla typer av massage och vid metoder som taktil massage/stimulering där själva syftet är beröringen i sig.
Vid beröring frigörs oxytocin i kroppen, som ofta kallas för "må bra"-hormon.
Beröring är tabu i många samhällen, särskilt mellan obekanta personer av olika kön. I västvärlden, där sådan beröring är vanlig, kan närgången beröring mellan personer av samma kön tvärtom uppfattas som tecken på homosexualitet.